# Cistus × incanus
Il cisto villoso o cisto rosso (Cistus × incanus L., 1753) è un arbusto appartenente alla famiglia delle Cistaceae.

## Descrizione
Questo cisto è un arbusto lanoso-tomentoso, a portamento cespuglioso di modesto sviluppo, inferiore ad un metro di altezza, fittamente ramificato.
Le foglie, che assomigliano vagamente a quelle della salvia per la superficie rugosa, sono ovali o ellittiche con piccioli brevi, margini ondulati, tomentose nella pagina inferiore, reticolate e grigiastre. La lamina è lunga dai 2,5 ai 7 cm.
I fiori sono abbastanza grandi e vistosi, di 4–6 cm di diametro con petali rosa magenta gialli alla base. Sono riuniti in gruppi terminali di poche unità(3-5) all'ascella di foglie bratteiformi.
La subspecie o varietà craeticus ha foglie più piccole, più spatolate alla base, molto rugose, con peli disordinati e fiori porporini.
Il frutto è una capsula.

## Distribuzione e habitat
Il cisto villoso è una pianta tipica del bacino del Mediterraneo. Vegeta nel Lauretum come pianta del sottobosco nella macchia mediterranea o come componente floristico delle macchie degradate e delle garighe. Presente nelle isole, in Liguria e in tutta l'Italia peninsulare si spinge a nord anche in Emilia-Romagna nella zona costiera (retrodune dei Lidi ferraresi) e sui colli romagnoli. È inoltre presente in stazioni isolate del litorale veneto.

## Tassonomia
Questa entità è stata originariamente descritta da Linneo come Cistus incanus.  Recenti studi hanno dimostrato trattarsi di un ibrido naturale tra Cistus albidus e Cistus crispus.